# Thị vệ (nhà Thanh)

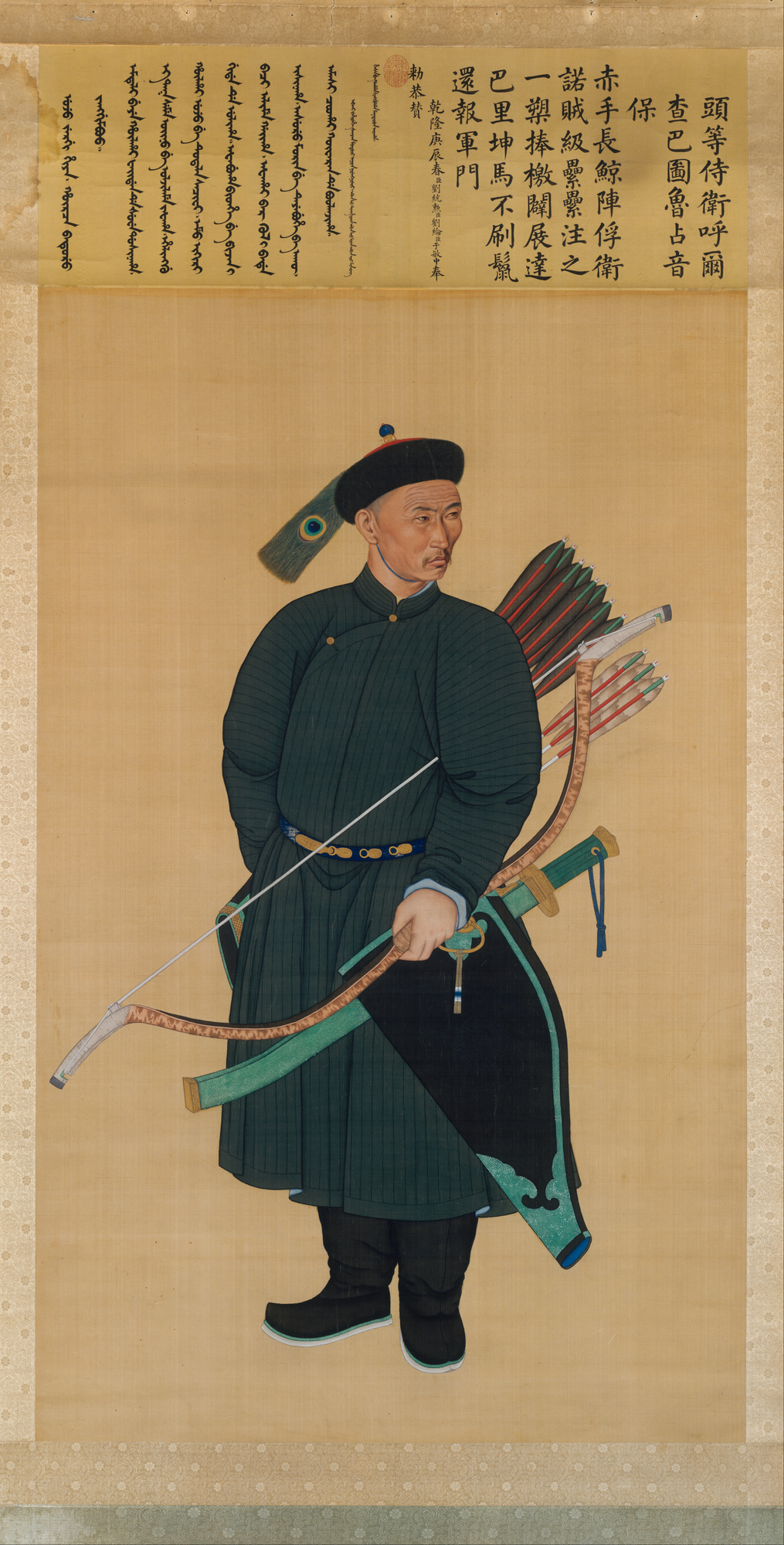
Bức họa Chiêm Âm Bảo (占音保), Đầu đẳng Thị vệ triều Càn Long.

Thị vệ (tiếng Trung: 侍衛; bính âm: shìwèi) hay Thị vệ xứ (侍衛處), là lực lượng quân sự được tuyển chọn từ con em các gia tộc thuộc Bát Kỳ Mãn Châu và Mông Cổ, có trách nhiệm canh giữ các cổng trong Tử Cấm Thành, bảo vệ Hoàng đế và Hoàng tộc. 

## Khái lược
Các Thị vệ trong Tử Cấm Thành, chỉ tuyển chọn trong Bát Kỳ Mãn Châu, đa số đều thuộc Thượng tam kỳ (Tương Hoàng kỳ, Chính Hoàng kỳ và Chính Bạch kỳ). Đây là lực lượng Túc vệ thân cận nhất của Hoàng đế. 
Họ được chia làm 4 bậc cơ bản:
1. Nhất đẳng Thị vệ, cũng gọi Đầu đẳng Thị vệ, hàm Chính tam phẩm; tuyển 60 người.
2. Nhị đẳng Thị vệ, hàm Chính tứ phẩm; tuyển 150 người.
3. Tam đẳng Thị vệ, hàm Chính ngũ phẩm; tuyển 270 người.
4. Tứ đẳng Thị vệ, còn gọi Lam Linh Thị vệ, hàm Chính lục phẩm, tuyển 90 người.
5. Ngoài ra còn có 3 bậc Thị vệ chỉ tuyển Tông thất từ thời Khang Hi, lần lượt là 9 người, 18 người và 66 người.

Cấp đẳng của Thị vệ là quy định chung của các Thị vệ, tức là Thị vệ canh gác ở những đặc khu khác nhau tùy ban quản chế phân định, nhưng đều như nhau chia sẻ 4 đẳng cấp. Trong đó, Ngự tiền Thị vệ (禦前侍衛) và Càn Thanh môn Thị vệ (乾清門侍衛) là khác biệt hẳn với những nơi khác, do họ đều là được Hoàng đế đích thân chọn lựa, thường là con nhà quý thích, hoặc có dị tài thì mới được vào. Các Ngự tiền Thị vệ và Càn Thanh môn Thị vệ đều trực thuộc trực tiếp từ Ngự tiền đại thần, mà không phải Lĩnh thị vệ Nội đại thần như các Thị vệ khác. Chịu sự quản hạt của một cấp bậc có uy thế như vậy, hiển nhiên Ngự tiền Thị vệ cùng Càn Thanh môn Thị vệ là 2 hạng Thị vệ có đãi ngộ cao cấp nhất triều Thanh, trừ bổng lộc dựa theo cấp bậc, thì họ còn thường xuyên được thưởng thêm như dịp sinh thần của Hoàng đế và Hoàng hậu. 
Triều đại Thanh, để quản Thị vệ xứ đã đặt ra chức Lĩnh thị vệ Nội đại thần hàm Chính nhất phẩm, dành cho các võ quan cao cấp thuộc Thượng tam kỳ, lấy 6 người; Nội đại thần làm phụ, hàm Tòng nhất phẩm, cũng lấy 6 người; ngoài ra còn có Tán trật đại thần vô hạn định, hàm Tòng nhị phẩm. Các đại thần nhiều trường hợp sẽ có quyền như Ngự tiền Thị vệ và Càn Thanh môn, họ được gia thêm chữ [Hành tẩu; 行走], như Ngự tiền hành tẩu hay Càn Thanh môn hành tẩu.
Lịch sử triều Thanh ghi nhận, từ Ngự tiền Thị vệ bay lên chiếm uy phong, làm Khanh làm Tướng chiếm cơ số rất nhiều, như: Nạp Lan Minh Châu thời Khang Hi, Phó Hằng, Hòa Thân thời Càn Long, Tăng Cách Lâm Thấm, Vinh Lộc... Có trường hợp do các Tông thất nắm giữ như: Miên Ức, Miên Chí, Dịch Khuông,...